# 聖何塞區 (阿桑加羅省)
聖何塞區（西班牙語：Distrito de San José），是秘魯的一個區，位於該國東南部普諾大區的阿桑加羅省，始建於1854年5月2日，面積372.73平方公里，海拔高度4,082米，2005年人口7,183，人口密度每平方公里19人。